# Musée du Risorgimento (Milan)
Pour les articles homonymes, voir Musée du Risorgimento.
Le musée du Risorgimento (italien : Museo del Risorgimento) est situé à Milan au palais Moriggia datant du XVIIIe siècle. Il abrite une collection d'objets et d'œuvres d'art qui illustrent l'histoire de l'unification italienne depuis la première campagne italienne de Napoléon de 1796 à la prise de Rome en 1870. La ville de Milan a joué un rôle clé dans le processus, notamment à l'occasion du soulèvement de 1848 contre les Autrichiens connus sous le nom de cinq journées de Milan.

## Histoire
Le musée a été fondé à partir d'une collection de documents sur le Risorgimento, réunis pour l'Exposition de Turin en 1884, puis déplacés dans la salle d'exposition des Jardins publics de Milan. L'exposition a ensuite été transférée dans les pièces Rocchetta au château des Sforza, où il a été officiellement inauguré le 24 juin 1896. En 1943, en raison du bombardement du château par les Alliés, le musée a été temporairement déplacé dans la Casa Manzoni (maison du poète et romancier italien Alessandro Manzoni). Enfin en 1951, il est définitivement installé au palais Moriggia.

## Collections
Le musée fait partie de la catégorie des collections historiques civiques. Ses collections comprennent l'épisode de Baldassare Verazzi concernant les cinq journées de Milan, le portrait de Ferdinand Ier d'Autriche (1825) de Francesco Hayez et sculptures de Giannino Castiglioni.
L'exposition permanente est organisée afin de suivre l'ordre chronologique des événements du Risorgimento à travers une quinzaine de pièces dont la plus récente est la Salle des armes.
Parmi les pièces remarquables figure le manteau de velours vert et argenté et les insignes royaux du couronnement de Napoléon Bonaparte, la bannière de la Legione Lombarda Cacciatori a Cavallo (Légion lombarde à cheval) et le premier drapeau italien.
La dernière rénovation de 1998 a permis la rénovation du système d'éclairage et d'information mettant en valeur les points forts des collections, ainsi que des améliorations au « jardin romantique » derrière le bâtiment.

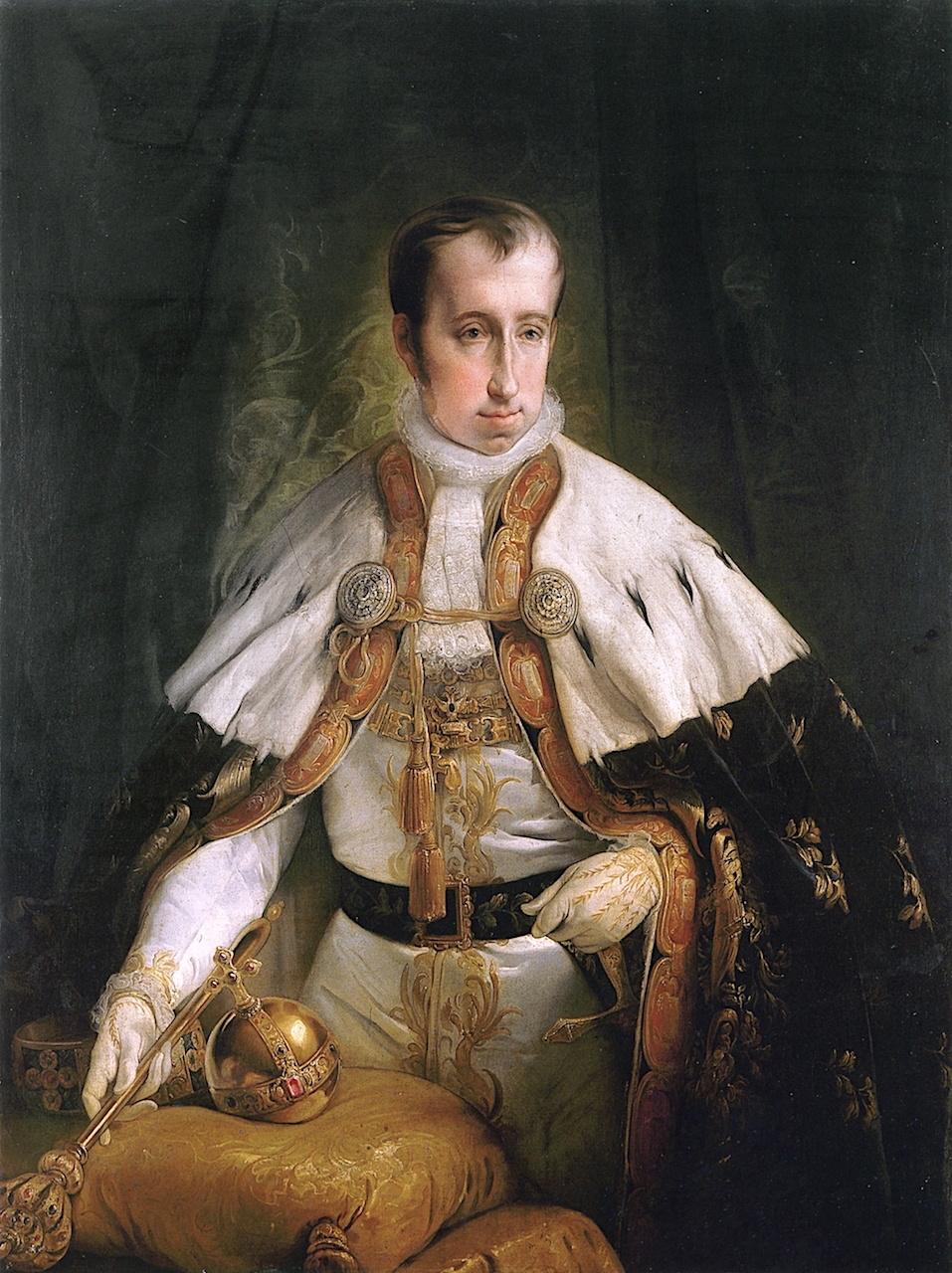
Ferdinand Ier d'Autriche (1825) de Francesco Hayez.
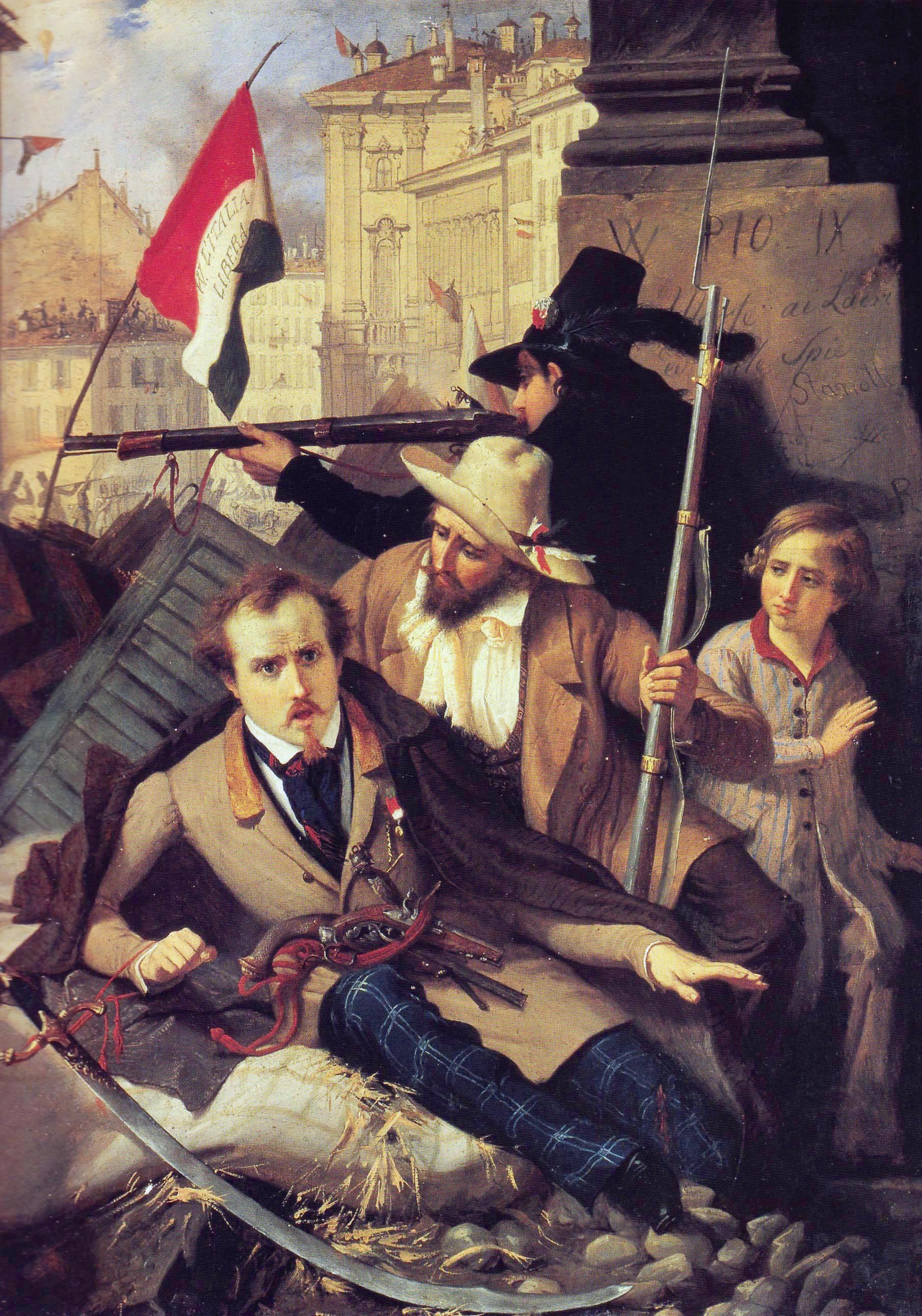
Épisode des Cinq journées de Milan - (épisode au palais Litta avec Baldassare Verazzi
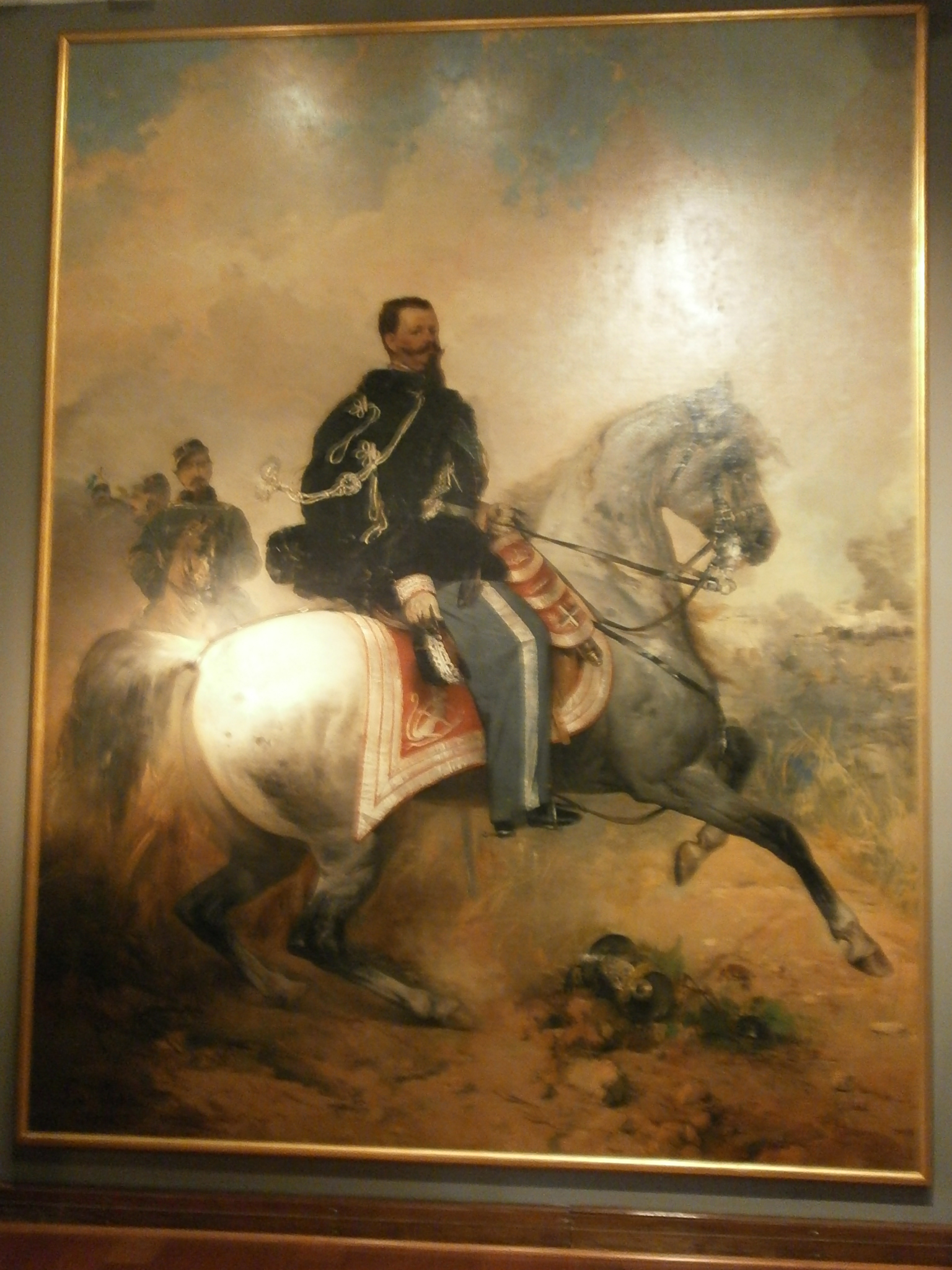
Victor-Emmanuel II à cheval, Gerolamo Induno, 1861.
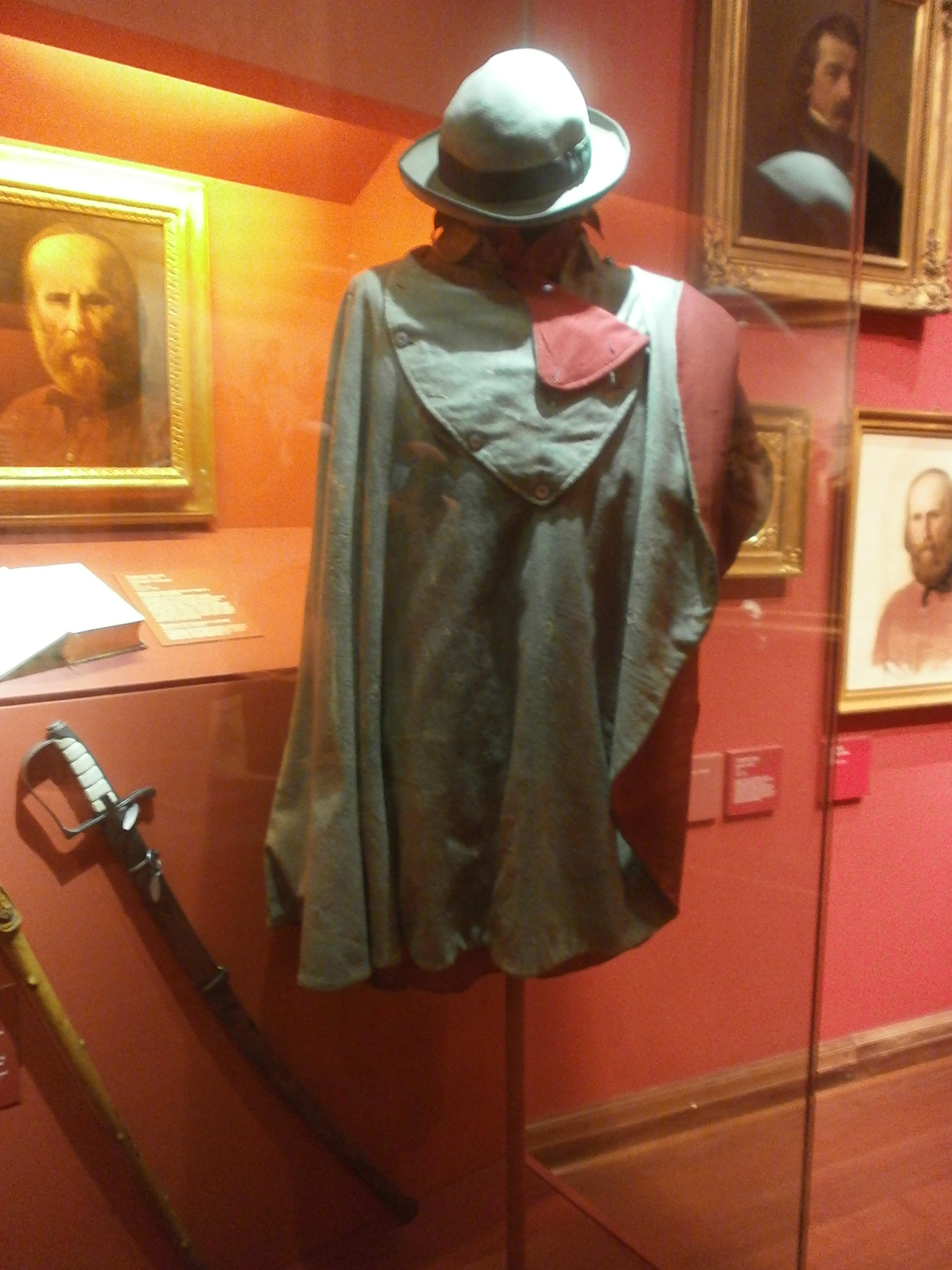
Poncho et chemise rouge de Giuseppe Garibaldi.
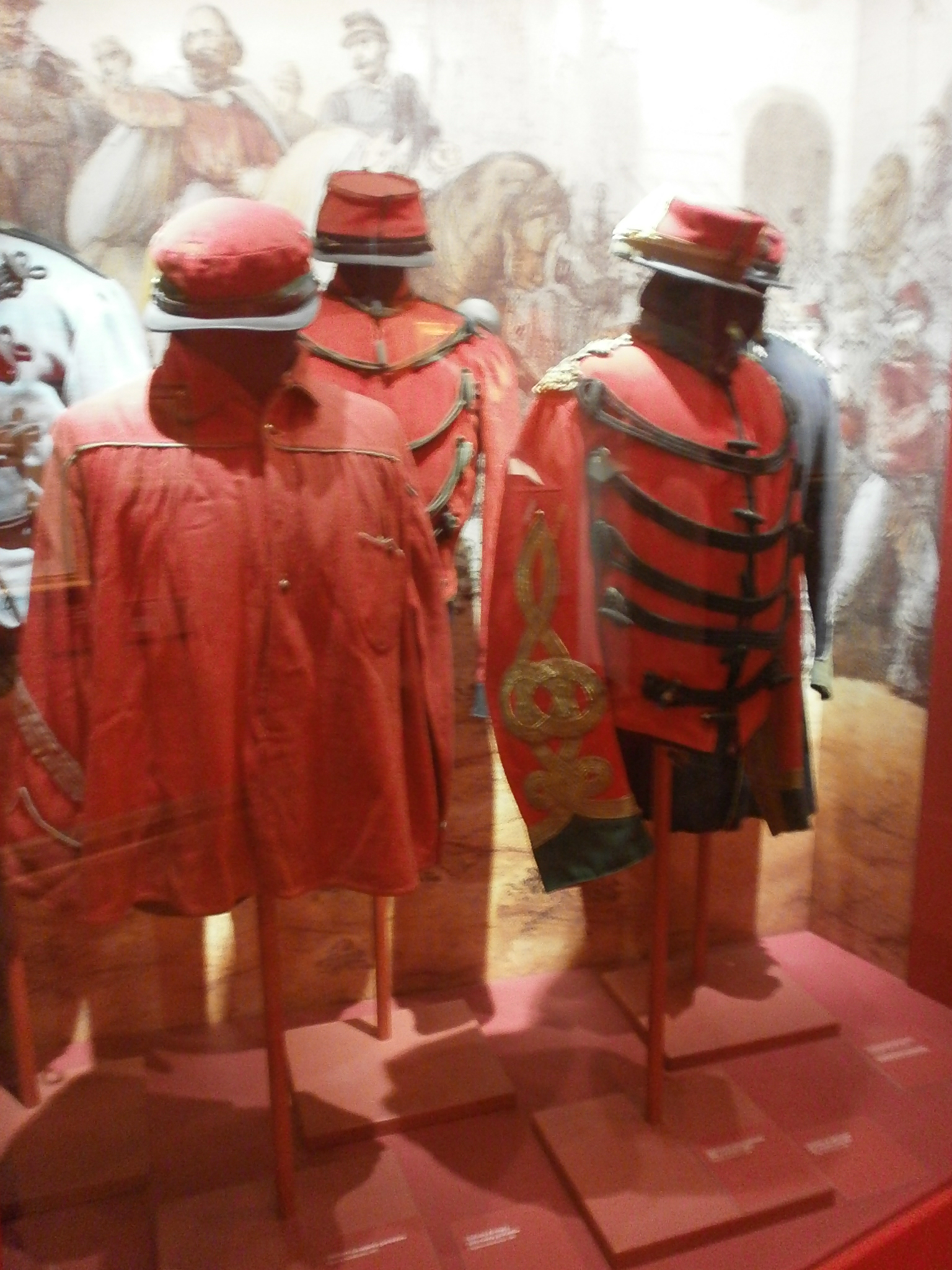
Uniformes garibaldiens.
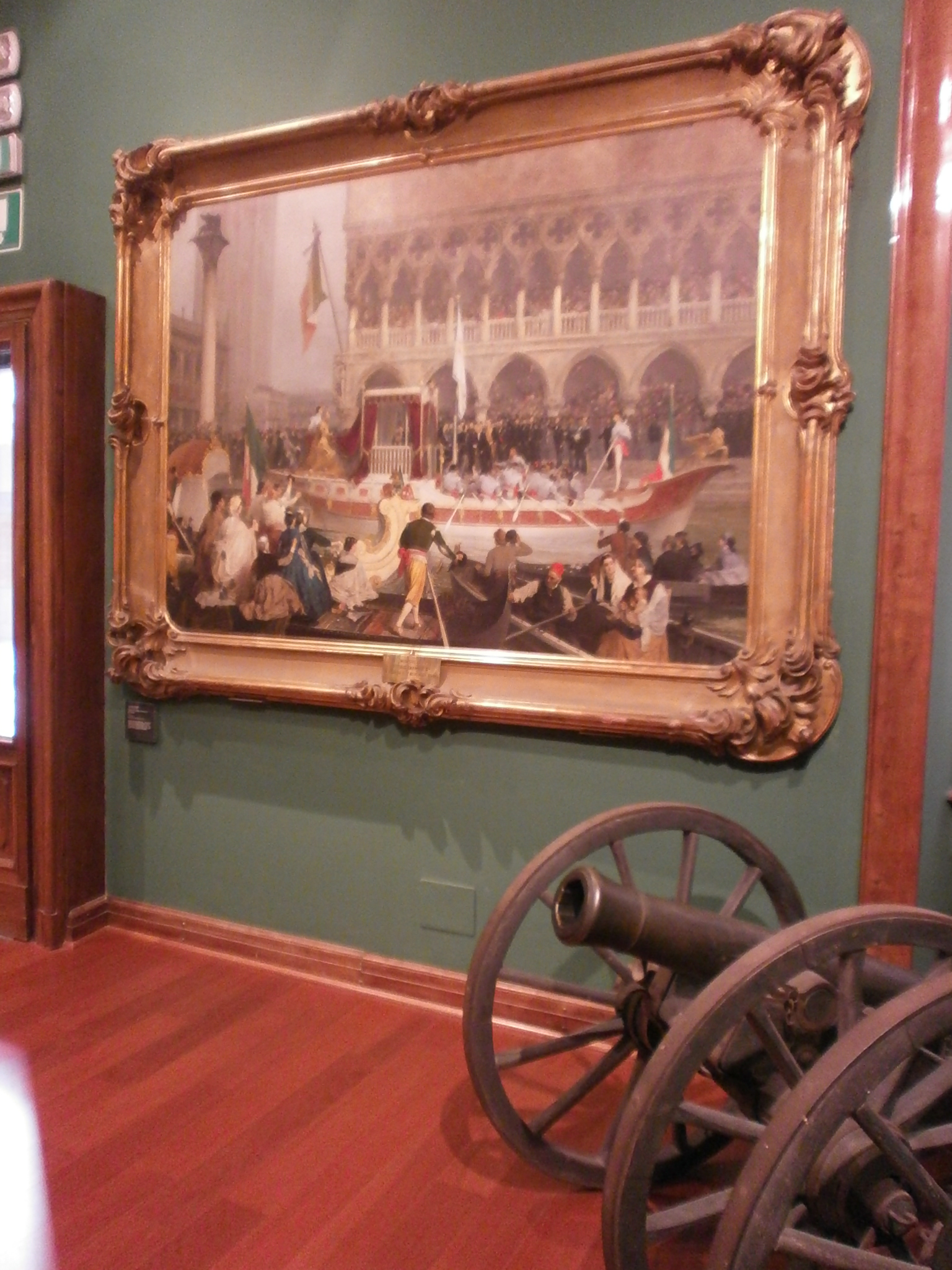
Entrée de Victor-Emmanuel II à Venise, Gerolamo Induno, 1866.